# La Ribera (Lagunillas)
La Ribera es una población del municipio Lagunillas en el estado Zulia (Venezuela), pertenece a la parroquia Eleazar López Contreras.

## Etimología
Como su nombre lo indica, la Ribera se encuentra en la ribera (orilla) sur del río Tamare.

## Ubicación
Se encuentra en la carretera entre Palito Blanco y La Pica Pica, a orillas del río Tamare.

## Zona residencial
La Ribera es un pueblo pequeño ubicado al norte del río Tamare, casi en el triple límite entre los municipios  Cabimas,  Lagunillas y el Municipio Simón Bolívar, de hecho para llegar allí la carretera sale de Palito Blanco (Cabimas), pasa por el municipio Simón Bolívar y luego de cruzar el río Tamare pasa por la Ribera vía a la Pica Pica. La Ribera tiene unas casas y una pequeña plaza que es más bien un escenario para eventos; al lado de la plaza se encuentra la trilla (carretera de tierra) que lleva al río y a la hacienda San José.

## Actividad económica
La Ribera es un pueblo dedicado principalmente a la ganadería.

## Vialidad y transporte
La vía principal es la que viene de Palito Blanco y va a la Pica Pica y es la única calle del pueblo.

## Sitios de referencia
- Río Tamare, frontera entre los municipios.
- Hacienda San José.
- Plaza de la Ribera.